# Maestà con due angeli
La Maestà con due angeli è un dipinto a tempera e oro su tavola (25,6x20,8 cm) attribuito a Cimabue, databile al 1280 circa e conservato nella National Gallery di Londra.

## Storia
L'opera doveva far parte di un altarolo, un dittico o un trittico con piccole storie della vita e della Passione di Cristo, forse otto in tutto, di cui si conosce finora solo un altro pannello, la Flagellazione della Frick Collection, esposta nel Metropolitan Museum of Art di New York. Un terzo pannello (Cristo deriso) è stato associato a questo complesso, dopo essere stato rinvenuto in una collezione privata in Francia nel 2019. 
La Maestà fu ritrovata a sorpresa nel 2000 tra gli oggetti posseduti dal baronetto inglese Sir John Gooch, allorché questi morì e la famiglia ereditiera, dovendo pagare una tassa di successione milionaria, fece valutare il patrimonio del defunto alla famosa casa di aste londinese Sotheby's. L'opera venne attribuita a Cimabue e valutata, dopo lunghi negoziati tra la famiglia e Sotheby's, 7.2 milioni di sterline. Il ministero delle arti inglese pagò alla famiglia 6.5 milioni (deducendone una buona quota per la tassa di successione) e altre 700.000 sterline furono offerte dal filantropo ed amante delle arti Jean Paul Getty. Il ministero delle arti la collocò quindi nel più importante museo statale di pittura, la National Gallery di Londra, dove rappresenta da allora un'importante testimonianza dei "primitivi" italiani.
La tavoletta londinese fu associata a quella newyorchese della Flagellazione per le dimensioni uguali, le similitudini di stile, la datazione simile (intorno al 1280), e le simili crettature presenti sulla superficie dipinta, che ne testimoniavano vicissitudini simili. Ad essere più precisi la Flagellazione aveva oscillato in passato tra i nomi di Cimabue e Duccio e i rispettivi atelier e seguaci. Fu proprio l'associazione con la tavoletta londinese, attribuita con maggior sicurezza a Cimabue, che ha permesso di formulare un'ipotesi più consistente sulla paternità anche di quella americana.

## Descrizione
Maria sta assisa in un trono in tralice, in una composizione tra due angeli a figura piena che accarezzano il trono. La composizione ricorda in piccolo quella della Maestà del Louvre.
Nonostante le piccole dimensioni appaiono curati i dettagli come la decorazione del trono, la pieghettatura della veste di Maria o di quelle degli angeli, che indossano anche dei larghi orli-gioiello, con perline e castoni preziosi ottenuti con gocce di colore puro in punta di pennello. Una cornice punzonata ravviva il fondo oro uniforme.
I chiaroscuri degli incarnati sono modulati. Il panneggio delle vesti è basato su linee morbide e soprattutto su una maggiore attenzione chiaroscurale con molteplici tonalità di colore e maggiori sfumature (si veda ad esempio il manto blu sopra la gamba destra di Maria o la veste rosa nell'angelo a sinistra all'altezza delle gambe).

## Stile e datazione
Il trono di Maria è in tralice e intenzionalmente proiettato in profondità con un'assonometria intuitiva (la cosiddetta prospettiva inversa in cui le linee divergono, anziché convergere, verso l'infinito). Gli angeli accanto al trono hanno dimensioni in scala con la coppia centrale, dispiegano ali imponenti e poggiano i piedi per terra, dando la viva impressione di essere realmente presenti accanto al trono. Il volto di Maria è contratto, mesto, grave, e non ha le serenità e la distensione che invece troviamo nelle successive maestà di Cimabue, da quella bolognese (1281-1285 circa) a quella di Santa Trinita (1290-1300 circa). Il manto della Vergine è fasciante e diviso in numerose pieghe orizzontali.
Tutte queste caratteristiche avvicinano l'opera alla Maestà del Louvre dello stesso Cimabue del 1280 circa, permettendone l'attribuzione al pittore fiorentino.
Il trono è in tralice e non ha quella visione frontale con i fianchi aperti come fossero le pagine di un libro che Cimabue e i suoi allievi introdurranno solo dopo il 1290 (si veda a tal proposito ancora la Maestà di Santa Trinita). Le pieghe del manto sopra la testa sono curve. Nella Maestà di Assisi (1288 circa) e nella Maestà di Santa Trinita (1290-1300 circa) cadono invece in maniera verticale, più libera e realistica. Anche la narice, che dal soggiorno assisiate in poi (1288-1292 circa) sarà dipinta come un'incisione nella pinna laterale del naso, è qui dipinta come un semplice ispessimento scuro, alla maniera antica. Il volto di Maria è serioso e non ha nulla della distensione che Cimabue imprimerà alle figure mariane della Maestà di Santa Maria dei Servi a Bologna (1281-1285 circa), della Maestà di Assisi (1288 circa) e della Maestà di Santa Trinita (1290-1300). Questi confronti permettono di pre-datare la Maestà londinese rispetto a tutte queste opere.
I chiaroscuri sono simili a quelli del crocifisso di Santa Croce (1272-1280) e alla Maestà del Louvre (1280 circa) e lontani da quelli del crocifisso di San Domenico di Arezzo (1270 circa), escludendo una datazione troppo precoce. I retaggi bizantini presenti ancora nel crocifisso di Santa Croce (1272-1280) sono qui assenti, come la spaccatura profonda a forma di cuneo nel punto in cui il sopracciglio incontra la radice del naso, e la linea bianca sopra il labbro superiore che produce un "effetto di sdoppiamento". Questo permette di post-datare la maestà rispetto al crocifisso fiorentino.
Una datazione intorno al 1280 sembra quindi la più ragionevole.

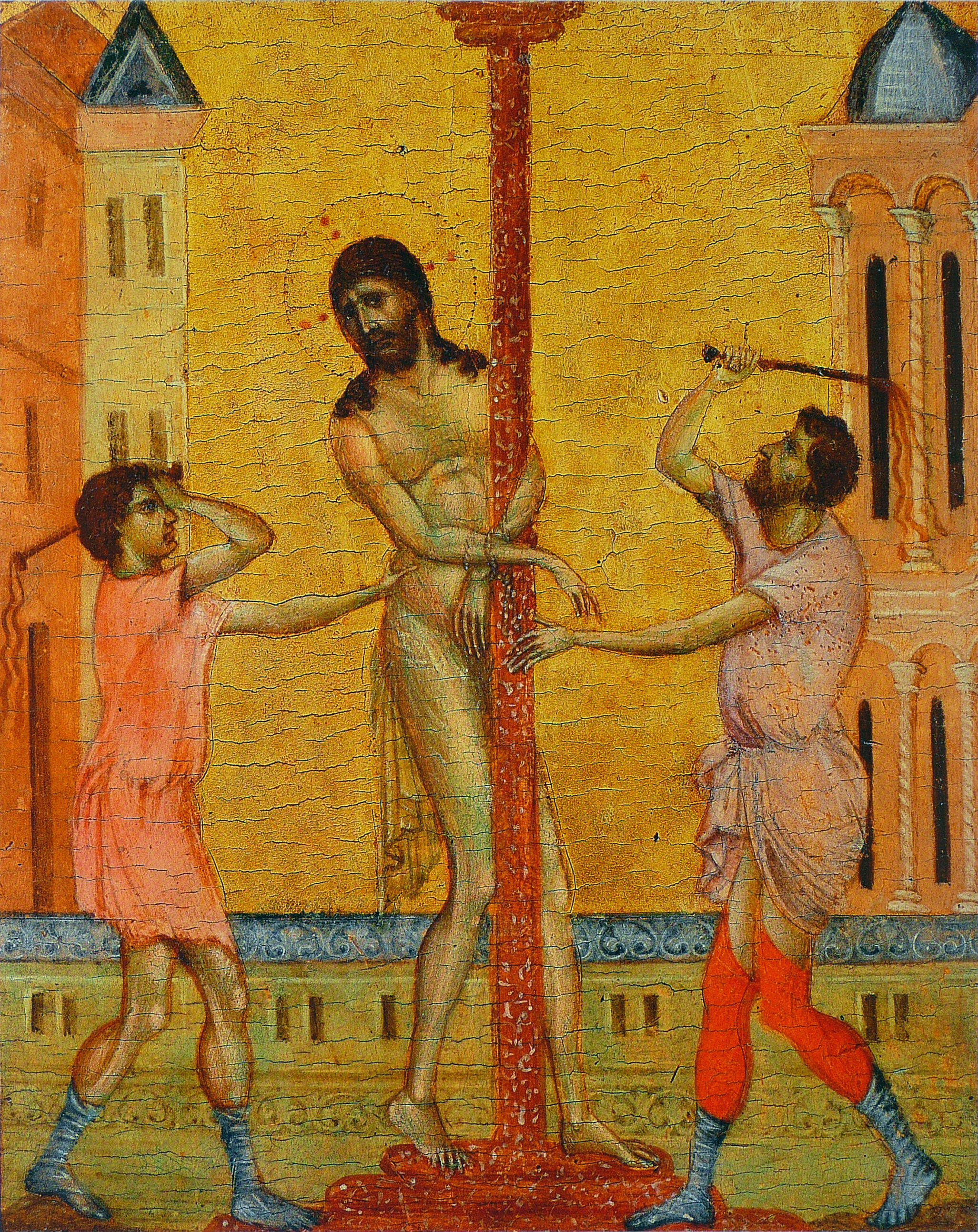
Flagellazione